# Furacão Ian
O furacão Ian foi um grande, mortal e destrutivo furacão de categoria 5 no Atlântico que foi o furacão mais mortal a atingir o estado da Flórida desde o Furacão do Dia do Trabalho de 1935. Ian causou danos generalizados no oeste de Cuba e no sudeste dos Estados Unidos, especialmente nos estados da Flórida e Carolina do Sul. Foi a nona tempestade nomeada, quarto furacão e segundo maior furacão da temporada de furacões no Atlântico de 2022.
Ian teve origem numa onda tropical que se deslocou ao largo da costa da África Ocidental e através do Atlântico tropical central em direção às Ilhas Barlavento. A onda deslocou-se para o Mar das Caraíbas a 21 de setembro, trazendo fortes chuvas e ventos fortes para Trinidade e Tobago, as ilhas ABC, e a costa norte da América do Sul. Tornou-se uma depressão tropical na manhã de 23 de setembro e fortaleceu-se na Tempestade Tropical Ian no dia seguinte, enquanto se encontrava a sudeste da Jamaica. Intensificando-se rapidamente para um furacão de categoria 3 de alta gama no espaço de 24 horas, Ian fez landfall na parte ocidental de Cuba. As fortes chuvas causaram inundações generalizadas em Cuba, resultando numa falha de energia elétrica a nível nacional. Ian perdeu um mínimo de força enquanto sobrevoava a terra e em breve voltou a fortalecer-se enquanto sobre o Golfo do México do sudeste. Tornou-se um furacão de categoria 5 de baixo nível no início de 28 de setembro de 2022, enquanto progredia em direção à costa ocidental da Flórida, e fez landfall logo abaixo do pico de intensidade, como um grande furacão de categoria 4 no sudoeste da Flórida na ilha de Cayo Costa. Ian está empatado com outras tempestades tornando-se o quinto furacão mais forte nos registos a atingir os Estados Unidos contíguos. Depois de se deslocar para o interior, Ian enfraqueceu rapidamente para uma tempestade tropical antes de voltar para o Atlântico. Recuperou intensidade e tornou-se um furacão antes de fazer o seu segundo landfall na Carolina do Sul. Ian tornou-se extratropical pouco depois de atingir terra e gradualmente enfraqueceu antes de se dissipar sobre o sul da Virgínia, a 2 de outubro.
A partir de 24 de outubro e de de acordo com as autoridades locais, o Furacão Ian causou pelo menos 160 mortes com 5 pessoas em Cuba, 149 na Flórida, 5 na Carolina do Norte, e 1 na Virgínia.  Ian causou danos catastróficos com perdas estimadas em mais de ~113 bilhões de dólares, o 3º mais caro da história dos Estados Unidos, atrás de Katrina e Harvey. Muitos dos prejuízos foram da maré de tempestade de 3.0–4.6 m (10–15 ft). Os danos foram causados principalmente pelas inundações, com as cidades de Fort Myers Beach e Naples particularmente atingidas. Milhões ficaram sem energia na esteira da tempestade, e numerosos habitantes foram forçados a refugiar-se nos seus telhados. As ilhas Sanibel e Pine foram duramente atingidas pelas tempestades, que causaram graves inundações e danificaram tanto a ponte para a Sanibel Causeway como a ponte para a Ilha Pine.

## História meteorológica
A 19 de setembro, o Centro Nacional de Furacões começou a seguir uma onda tropical que se encontrava a leste das Ilhas Barlavento, observando um possível desenvolvimento gradual. Dois dias depois, a perturbação passou por Trinidade e Tobago e entrou no sudeste das Caraíbas, passando perto das Ilhas ABC e da costa norte da América do Sul. A 22 de setembro, à medida que a perturbação seguia em direção ao oeste-noroeste, mostrava sinais de crescente organização. Uma forte cisalhamento do vento com ventos de 30–35 mph (45–55 km/h) gerados pela saída de nível superior do Furacão Fiona inibiu o desenvolvimento para uma depressão tropical. Uma circulação bem definida ainda foi capaz de se formar dentro da perturbação no mesmo dia; a sua convecção aumentou então e tornou-se persistente durante a noite para o dia seguinte. Como resultado, foi designada Depressão Tropical Nove de manhã cedo, a 23 de setembro.

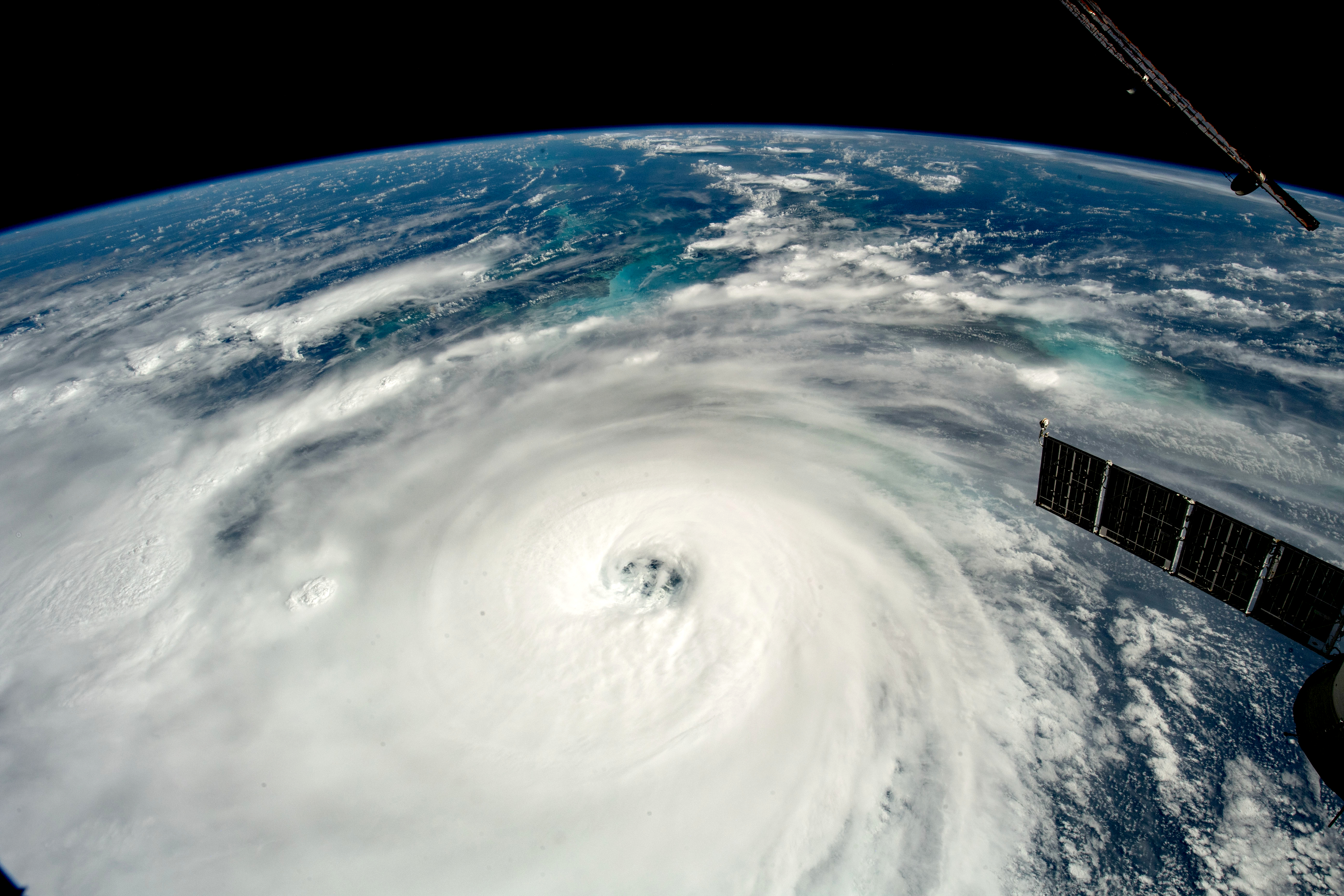
Foto do Furacão Ian tirada pela tripulação da Expedição 67 a bordo da Estação Espacial Internacional em 28 de setembro

Às 03:00 UTC de 24 de setembro, a velocidade do vento da depressão tinha aumentado para 65 km/h, altura em que se transformou na tempestade tropical Ian. Por volta das 08:30 UTC do dia 27 de setembro, um Ian de rápida intensificação fez desembarque em Cuba ocidental com ventos constantes de 205 km/h, tornando-se no ciclone tropical mais forte a atingir a província de Pinar del Río desde o Furacão Gustav em 2008. Ian enfraqueceu um pouco em terra, mas continuou a ser um furacão maior ao emergir ao largo da costa de Cuba e para o sudeste do Golfo do México por volta das 14:00 UTC. Ian fortaleceu-se ligeiramente enquanto se deslocava para o mar, em seguida, iniciou um ciclo de substituição da parede do olho, fazendo com que a sua velocidade do vento se mantivesse estável a 190 km/h (120 mph). No entanto, a sua pressão continuou a cair à medida que o furacão cresceu em tamanho. Movimentou-se sobre as Dry Tortugas às 02:00 UTC com a mesma velocidade do vento e uma pressão de 947 mbar à medida que continuou a reorganizar-se.
Depois de completar o ciclo da reposição da parede do olho algumas horas depois, Ian rapidamente se fortaleceu e se tornou um furacão de categoria 4 muito poderoso às 09:00 UTC de 28 de setembro, com ondas de gravidade se propagando do quadrante sudoeste da convecção. Às 10h35 UTC em 28 de setembro, Ian se fortaleceu ainda mais para a categoria 5 com ventos sustentados de 260 km/h (160 mph) à medida que se aproximava do sudoeste da Flórida, apesar do fluxo ser restringido em seu quadrante sudoeste por cisalhamento moderado do vento. Às 19h05 UTC, Ian fez landfall em Cayo Costa com ventos sustentados de 240 km/h (150 mph) e uma pressão central estimada de 940 mbar (28 inHg), tornando-se a primeira categoria 4 para impactar o sudoeste da Flórida desde Charley em 2004, que também atingiu a terra no mesmo local. Ian então fez um segundo landfall ao sul de Punta Gorda perto do Pirate Harbor às 20h35 UTC com ventos de 235 km/h.
Ian enfraqueceu para a força da categoria 3 às 23:00 UTC daquele dia. A interação contínua da terra resultou em deslocamento fricional do sistema, e isso, juntamente com o alto cisalhamento vertical do vento, fez com que Ian se degradasse rapidamente para uma tempestade tropical às 09:00 UTC, enquanto se movia para norte-nordeste ao largo da costa leste da Flórida. Às 21:00 UTC, a circulação de baixo nível do sistema emergiu completamente da costa da Flórida e, embora a convecção tenha sido ligeiramente deslocada para o norte, Ian intensificou-se para um furacão de categoria 1 mais tarde naquele mesmo dia. O sistema virou para o norte na manhã de 30 de setembro, e acelerou em direção à costa da Carolina do Sul. Ele se fortaleceu um pouco durante esse período, à medida que a convecção profunda se redesenvolvia perto do centro e as características frontais híbridas se afastavam. Ian fez seu terceiro landfall naquela tarde perto de Georgetown, Carolina do Sul, pouco depois das 18:00 UTC, com ventos sustentados de 75 kn (139 km/h) e uma pressão barométrica mínima de 977 mbar (28.9 inHg). Ian começou a enfraquecer no interior e fez a transição para um ciclone pós-tropical sobre a costa da Carolina do Sul três horas após o desembarque. O ciclone mais tarde se dissipou sobre o sul da Virgínia no final de às 03:00 UTC em 2 de outubro.

## Preparações

### Caribe

#### Jamaica
O Serviço Meteorológico da Jamaica emitiu alertas de tempestades tropicais para a ilha da Jamaica na sexta-feira, 23 de setembro de 2022. Avisos de inundação e avisos marítimos foram emitidos simultaneamente.

#### Ilhas Cayman
O governo das Ilhas Cayman emitiu alertas de furacão para suas três ilhas – Grand Cayman, Cayman Brac e Little Cayman – em 23 de setembro às 21h UTC como Ian foi projetado para passar sobre o Território Ultramarino Britânico como um furacão. O Centro Nacional de Operações de Emergência entrou em modo de ativação total. Juntamente com os serviços de emergência, o Regimento das Ilhas Cayman e a Guarda Costeira das Ilhas Cayman viram a mobilização completa e desdobramentos de seu pessoal. Além disso, o Governador das Ilhas Cayman, Martyn Roper, solicitou que o Reino Unido enviasse mais recursos militares para as ilhas para as Operações de Ajuda Humanitária e Alívio em Desastres (HADR). Posteriormente, o HMS Medway foi implantado nas Ilhas Cayman. Helicópteros do Royal Cayman Islands Police Service também foram enviados para ajudar na operação. Na época, um dos helicópteros foi implantado nas Ilhas Turks e Caicos antes do desenvolvimento do Ian para auxiliar os esforços de recuperação após a passagem do furacão Fiona. A Marinha Real também implantou seu helicóptero para ajudar. Escolas, universidades e centros educacionais fecharam na noite de 23 de setembro. Em 24 de setembro às 18h UTC, o alerta de furacão para Grand Cayman foi atualizado para um aviso de furacão e o alerta de furacão para Cayman Brac e Little Cayman foi alterado para um aviso de tempestade tropical. Avisos de inundação junto com avisos marítimos também foram emitidos para Grand Cayman. A Autoridade de Aeroportos das Ilhas Cayman continuaria a operar os aeroportos até a tarde de 25 de setembro, pelo qual os aeroportos seriam fechados e todas as aeronaves nos aeroportos seriam evacuadas.

#### Cuba
Autoridades em Cuba emitiram ordens de evacuação para cerca de 50.000 pessoas na província de Pinar del Río e montaram cerca de 55 abrigos antes da tempestade. A mídia estatal também afirmou que estão sendo tomadas medidas para proteger alimentos e colheitas em armazéns. Moradores removeram barcos de pesca em Havana e funcionários da cidade inspecionaram e desobstruíram bueiros.

### Estados Unidos

Imagens de satélite retratando o Furacão Ian a desembarcar no sudoeste da Flórida a 28 de setembro

A Amtrak suspendeu o seu serviço Auto Train para 27-28 de setembro e truncou o serviço Silver Star, que já estava num horário modificado devido à suspensão do serviço para Silver Meteor, em Jacksonville, Florida, a 27 de setembro. O serviço Silver Star foi cancelado para 27-28 de setembro com o serviço Silver Star para 29 de Setembro também cancelado. A previsão atualizada da passagem de Ian levou-os a suspender esses serviços até 1 de Outubro. O serviço Palmetto também foi truncado para Washington D.C. em 30 de setembro e 1 de Outubro. À medida que Ian se dissipou sobre as Carolinas, a Amtrak modificou o seu horário, truncando o serviço Silver Star para 2 de outubro em Jacksonville, que seria a origem do serviço Silver Star para 3 de outubro em direcção ao norte. Além disso, a retomada do serviço Silver Meteor, que tinha sido suspensa desde 24 de janeiro de 2022, devido a um ressurgimento da variante Omicron da COVID-19, foi adiada de 3 para 11 de outubro. O horário modificado e o reinício do serviço do Silver Meteor foi então adiado para 13 de outubro devido aos extensos danos infligidos ao longo do Corredor Ferroviário da Florida Central. As reposições completas de ambos os serviços ocorreriam durante um período de 14-17 de outubro.
A nona audiência pública do United States House Select Committee sobre o ataque de 6 de Janeiro, marcada para 28 de setembro, foi adiada. Os governadores da Carolina do Norte, Carolina do Sul e Virgínia declararam o estado de emergência em preparação para a tempestade que se aproxima. Mais de 3.500 voos foram cancelados como resultado directo de Ian. A Amazon cancelou as operações de armazém em algumas instalações.

#### Flórida
Em 24 de setembro, o governador da Flórida, Ron DeSantis, declarou estado de emergência para todo o estado da Flórida. As escolas da área de Tampa Bay também anunciaram fechamentos, e várias faculdades e universidades, incluindo a Universidade do Sul da Flórida, a Universidade de Tampa e o Eckerd College anunciaram que estavam cancelando as aulas e fechando. Até 27 de setembro, 55 distritos de escolas públicas em todo o estado anunciaram cancelamentos, muitos até o final da semana. O lançamento espacial Artemis 1 foi adiado devido à tempestade, e o foguete foi devolvido ao Edifício de Montagem de Veículos. O presidente Joe Biden aprovou uma declaração de estado de emergência para a Flórida em 24 de setembro. Além disso, a administração Biden também declarou uma emergência de saúde pública para a Flórida. Vários aeroportos e portos, inclusive em Tampa, Tampa Bay, Orlando, São Petersburgo e Key West, anunciaram que suspenderiam as operações. Walt Disney World e Universal Orlando afirmaram que fechariam as atrações. Várias lojas, incluindo Walmart e Waffle House, foram fechadas por causa do clima perigoso iminente.

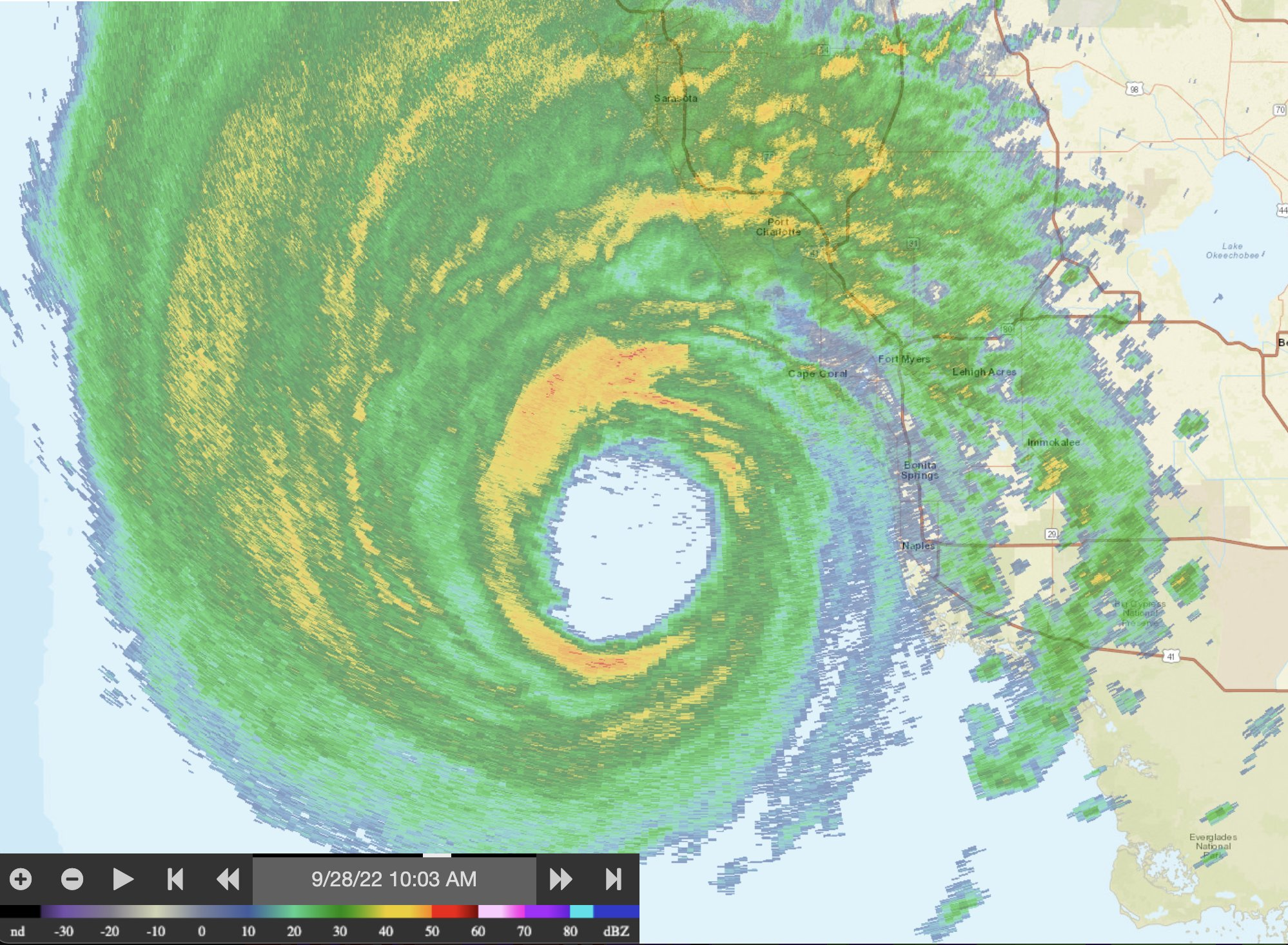
Radar do furacão Ian se aproximando do sudoeste da Flórida às 10 horas EDT em 28 de setembro na intensidade máxima.

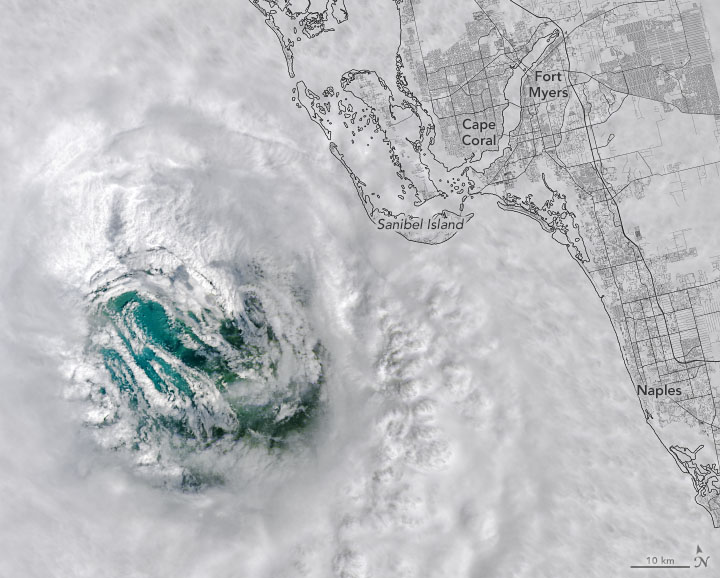
O olho do furacão Ian 3 horas antes de aterrissar na Flórida.

Ordens de evacuação obrigatória foram emitidas para partes de vários condados. Cerca de 300 000 pessoas podem ser evacuadas de áreas do condado de Hillsborough, com escolas e outros locais sendo usados como abrigos. O governador DeSantis mobilizou 5 000 soldados da guarda nacional do estado da Flórida com outros 2 000 de prontidão nos estados vizinhos. Autoridades em Tallahassee e cidades próximas removeram detritos e monitoraram as linhas de energia das cidades e os sistemas de águas pluviais para garantir que os sistemas de infraestrutura estivessem preparados e seguros.
O jogo de futebol universitário entre o East Carolina Pirates e o South Florida Bulls foi transferido do estádio do sul da Flórida em Tampa para Boca Raton. O Tampa Bay Buccaneers da National Football League mudou os treinos de Tampa ao sul para o centro de treinamento do Miami Dolphins em Miami Gardens.

#### Geórgia
O governador da Geórgia, Brian Kemp, ordenou a ativação do Centro de Operações do Estado em 26 de setembro, que iniciou os preparativos para o impacto da tempestade no final da semana. Muitos agricultores se prepararam antes da tempestade desligando os sistemas de irrigação para tentar secar o solo e colher o que podiam, já que grande parte da safra de algodão do estado ainda não foi colhida. Atlanta Motor Speedway abriu seus acampamentos para evacuados do furacão.

#### Carolina do Sul

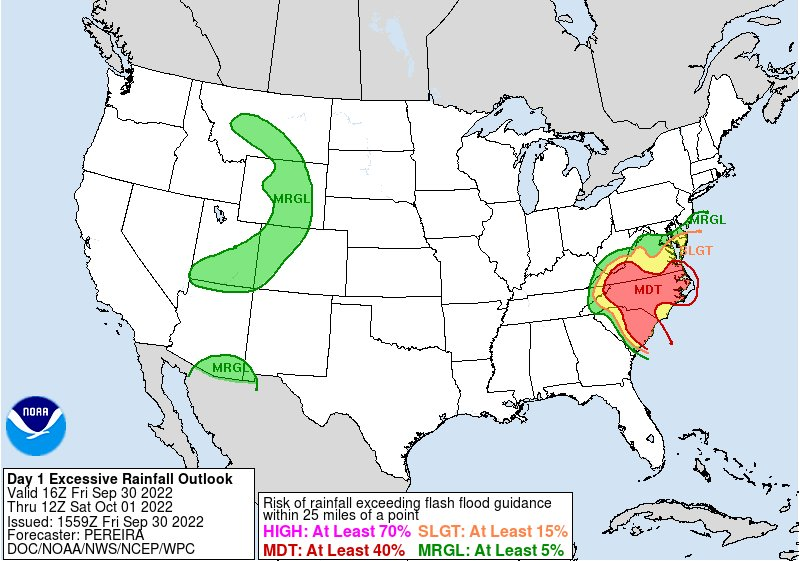
Previsão do Tempo Previsão de Chuvas Excessivas para 30 de setembro de 2022.

O jogo de futebol universitário entre South Carolina State Bulldogs e South Carolina Gamecocks agendado para 1 de outubro às 12:00 PM foi adiado para 29 de setembro às 19h PM por causa da tempestade.
Em 30 de setembro, o Weather Prediction Center emitiu um risco moderado de chuva excessiva para uma grande parte da Carolina do Sul e Carolina do Norte. Na tarde de 30 de setembro, o furacão Ian atingiu a costa ao sul de Georgetown, Carolina do Sul, causando inundações nas ruas.

#### Em outro lugar
Talladega Superspeedway no Alabama e Charlotte Motor Speedway na Carolina do Norte abriram seus acampamentos para evacuados do furacão.

### Bahamas
A mudança para o leste na trilha de Ian, bem como o aumento do tamanho do furacão, levou à emissão de um alerta de tempestade tropical para Bimini e Grand Bahama nas Bahamas no final de 27 de setembro.

## Impacto
| País                                                                    | Região            | Mortes | Dano ( USD )                              |
| ----------------------------------------------------------------------- | ----------------- | ------ | ----------------------------------------- |
| Cuba                                                                    | Pinar del Río     | 5      | US$ 200 milhões (Atráves de Karen and Co) |
| Estados Unidos                                                          | Flórida           | 150    | $113 bilhões (Atráves da NOAA)            |
| Estados Unidos                                                          | Carolina do Sul   | 0      |                                           |
| Estados Unidos                                                          | Carolina do Norte | 5      |                                           |
| Estados Unidos                                                          | Virgínia          | 1      |                                           |
| Total:0                                                                 | Total:0           | 161    | $113 bilhões                              |
| * Inclui a morte de 7 imigrantes cubanos ao largo contados pela Flórida |                   |        |                                           |

### Caribe

#### Ilhas Cayman
Impactos mínimos foram sentidos nas Ilhas Cayman quando a tempestade passou para o oeste. O tudo claro para as ilhas foi chamado às 3:00 PM. EDT em 26 de setembro do Centro Nacional de Operações de Emergência. Vários centímetros de chuva e rajadas de vento de até 50 mph (80 km/h) foram observados em Seven Mile Beach em Grand Cayman, juntamente com pequenas inundações de tempestades. Danos menores e quedas de energia espalhadas também foram relatados.

#### Cuba
Atingindo o oeste de Cuba como um furacão categoria 3, Ian causou grandes danos nas províncias de Pinar del Río e Mayabeque. A tempestade atingiu a costa às 4h30, hora local, em 27 de setembro, em Pinar del Río. Uma rajada de vento de pico de 208 km/h foi observado em San Juan y Martínez. Um total de 24 horas de chuva de 108,3 mm foi medido na Ilha da Juventude. Inundações significativas ocorreram ao longo das costas do Golfo de Guanahacabibes e Isla da Juventude. Ian causou uma queda de energia na província de Pinar del Río, cortando a energia de toda a província, que tinha uma população de 850 000 habitantes. O Instituto de Meteorologia de Cuba, localizado em Havana, relatou um vento sustentado de 90 km/h com rajada de 140 km/h durante a tarde de 27 de setembro. Duas pessoas morreram em Cuba: um homem em San Juan y Martínez, que foi eletrocutado ao desligar uma turbina eólica usada para irrigar seu campo, e uma mulher de 43 anos que morreu quando uma das paredes de sua casa desabou.
No início da manhã de 28 de setembro, a tempestade derrubou toda a energia de Cuba após um colapso de sua rede elétrica, que deixou 11 milhões de pessoas sem energia.

### Estados Unidos

#### Flórida

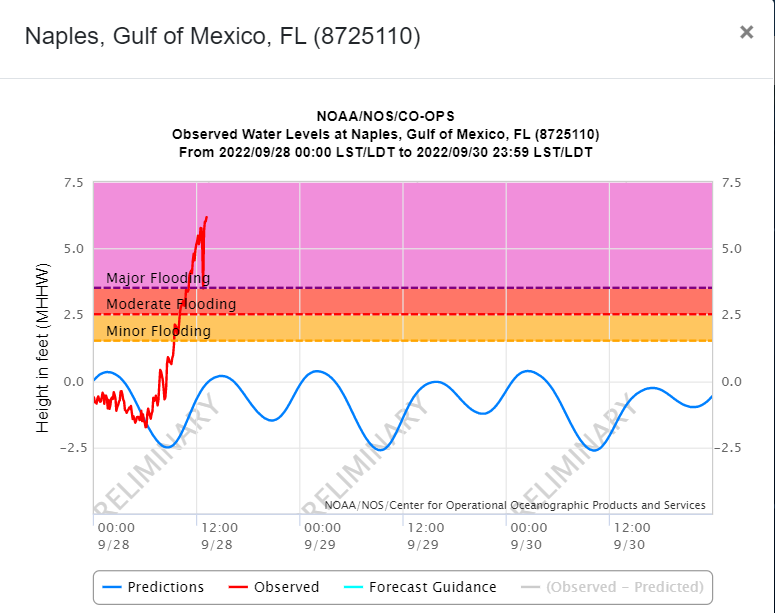
Naples, Flórida, observou que o nível da água atingiu um pico de 6,18 pés acima de MHHW antes que a estação fosse provavelmente destruída.

Vários tornados foram relatados no sul da Flórida quando a tempestade se aproximou em 27 de setembro, um dos quais danificou severamente mais de 15 aeronaves e vários hangares no Aeroporto North Perry em Broward County. Outro tornado na noite de 27 de setembro capotou vários carros, quebrou janelas e derrubou uma grande árvore em um prédio de apartamentos em Kings Point, no condado de Palm Beach.
Ventos com força de tempestade tropical foram observados no Aeroporto Internacional de Key West antes das 22:00 UTC (18:00 EDT) no mesmo dia; a cidade de Key West posteriormente registrou sua terceira maior maré de tempestade desde 1913.
Com a tempestade fazendo landfall no sudoeste da Flórida em 28 de setembro como uma categoria forte 4, o Serviço Nacional de Meteorologia em Tampa emitiu vários avisos de vento extremo, indicando a probabilidade de ventos sustentados de 115 mph (185 km/h) ou superior. Além disso, o aviso do Centro Nacional de Furacões às 15:00 A UTC alertou que a "parede do olho extremamente perigosa de Ian" está "se movendo para a costa". O fluxo offshore de Ian também puxou toda a água de Tampa Bay. Ventos sustentados com força de furacão foram confirmados em vários lugares no ponto de landfall no sudoeste da Flórida, incluindo um relatório a sudeste de Cape Coral, onde o local registrou uma rajada de vento de 140 mph (230 km/h), na época do segundo landfall de Ian. Uma estação meteorológica privada perto de Port Charlotte relatou um vento sustentado de 115 km/h (185 km/h), com rajada de vento de 132 mp/h (212 km/h). Às 7h47 PM. EDT, o Serviço Nacional de Meteorologia emitiu uma emergência de inundação repentina para chuvas de até 19 in (48 cm). Precipitação em Ponce Inlet registrou 31,52 polegadas (80,1 cm).

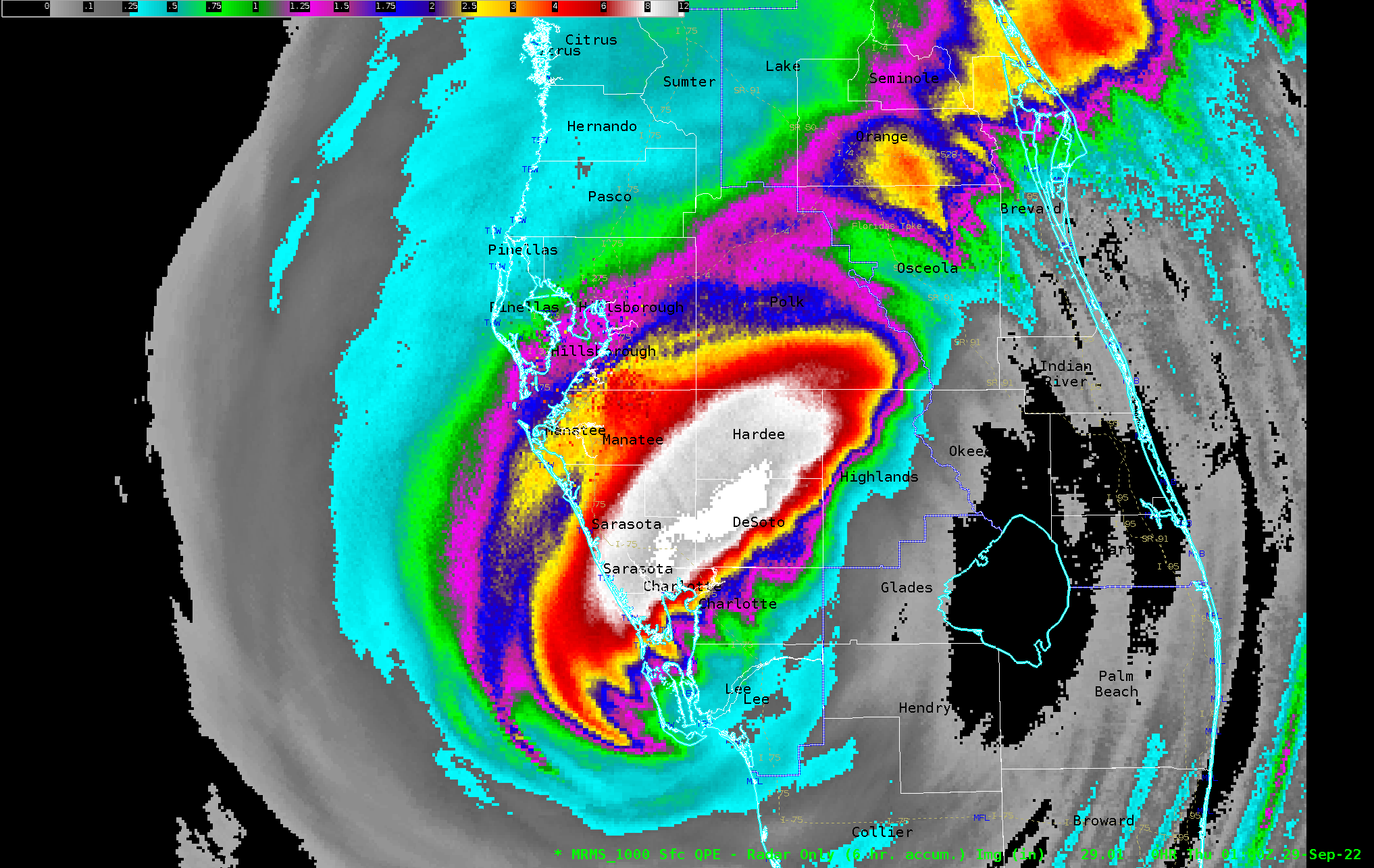
Totais de chuva de 6 horas do furacão Ian, mostrando uma grande área de 8–12 polegadas de chuva em 28 de setembro

A maré de tempestade também se tornou uma séria preocupação para o sudoeste da Flórida, com áreas entre Longboat Key e Chokoloskee projetadas para ter entre 6–18 ft (1,8–5,5 m) de maré de tempestade, resultando em danos catastróficos. Em Nápoles, o aumento das águas costeiras prendeu as pessoas e provocou vários pedidos de resgate. A água entrou no primeiro andar de vários estacionamentos, impactando muitos carros. Um quartel de bombeiros foi completamente inundado, danificando substancialmente quase todos os equipamentos do prédio. O compartimento de ambulâncias e o heliporto foram inundados em um hospital no norte de Nápoles. Vários resgates ocorreram em Goodland depois que algumas pessoas tentaram sem sucesso fugir da tempestade. Mais para o interior, 4 a 6 ft (1,2 a 1,8 m) de porções cobertas de água da US Route 41 perto de Carnestown. A cidade de Veneza desligou o abastecimento de água para a ilha de Veneza, que já foi restaurada.

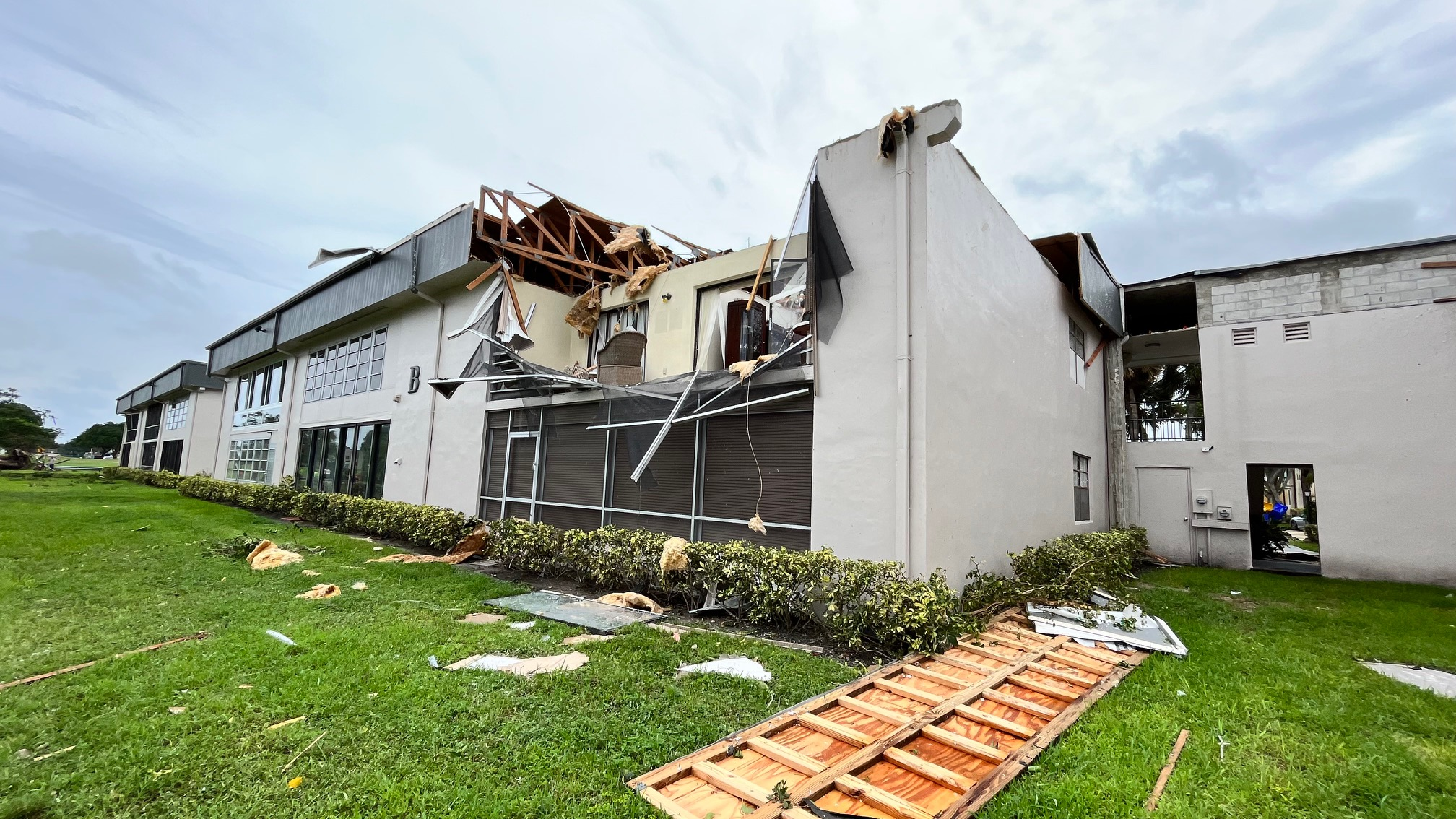
Danos em Kings Point de um tornado EF2 gerado pelo furacão Ian

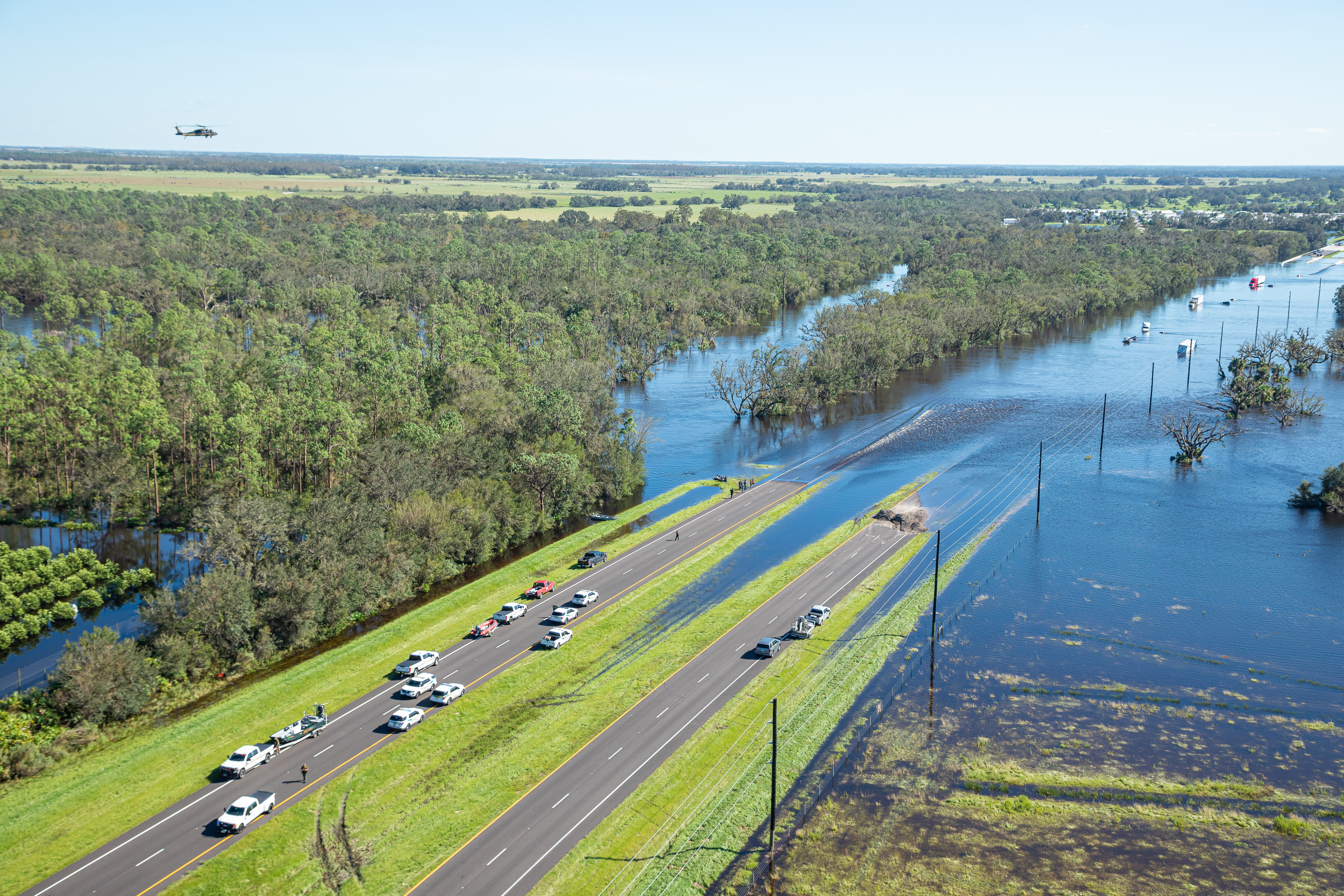
Estradas inundadas na Flórida

No geral, mais de 2,4 milhões de pessoas na Flórida ficaram sem eletricidade durante a tempestade e em suas consequências. Uma grande parte da Sanibel Causeway desabou e foi levada pela tempestade, cortando todo o acesso de veículos à ilha.
Quando Ian se aproximou do estado, um barco transportando 27 migrantes cubanos afundaram na Ilha Stock; Ao todo, 9 pessoas foram localizadas e resgatadas, 2 se afogaram e outras 16 ainda estavam desaparecidas em 30 de setembro. Cinco mortes foram confirmadas no condado de Lee, embora o xerife do condado de Lee tenha declarado em uma entrevista amplamente compartilhada que centenas de mortes podem ter ocorrido. Ele e o governador DeSantis mais tarde minimizaram a observação. O presidente Biden disse que a tempestade pode acabar como a mais fatal da história da Flórida. O xerife do condado de Lee também estimou que milhares de pessoas ainda podem estar presas nas águas da enchente. Pelo menos seis mortes ocorreram no condado adjacente de Charlotte, e duas mortes foram confirmadas no condado de Sarasota. Outra pessoa morreu durante a tempestade no condado de Volusia depois de cair em um canal enquanto drenava sua piscina. Ian também causou duas mortes indiretas, um homem de 94 anos e uma mulher de 80 anos, ambos devido a máquinas de oxigênio que estavam usando.

#### Carolina do Sul
Às 3:00 PM EDT em 30 de setembro, mais de 210 000 clientes ficaram sem eletricidade na passagem do furacão. Um medidor de maré no Springmaid Pier em Myrtle Beach atingiu 10,77 pol, batendo o recorde de 9,8 in estabelecido pelo furacão Isaias dois anos antes. A partir das 11:00 AM EDT em 1 de outubro, cerca de 63 000 clientes permaneceram sem energia, principalmente nos condados de Horry, Georgetown, Charleston, Florence, Williamsburg e Berkeley.

#### Carolina do Norte
Às 15h30 PM EDT em 30 de setembro de 2022, mais de 76 000 pessoas perderam a energia no estado, com 65 000 apenas no condado de Wake. Houve quatro mortes relacionadas a tempestades no estado, três no condado de Johnston e uma no condado de Martin.

#### Virgínia
Em 1 de outubro, milhares tinham ficado sem eletricidade na Virgínia.

## Consequências
Quedas de energia em massa e um apagão em todo o país levaram a protestos em Cuba, com pelo menos 400 manifestantes exigindo que o governo central restabelecesse a energia e o acesso à Internet. Um raro pedido de assistência de emergência dos EUA foi aprovado por Joe Biden em 30 de setembro após a passagem de Ian.

### Estados Unidos

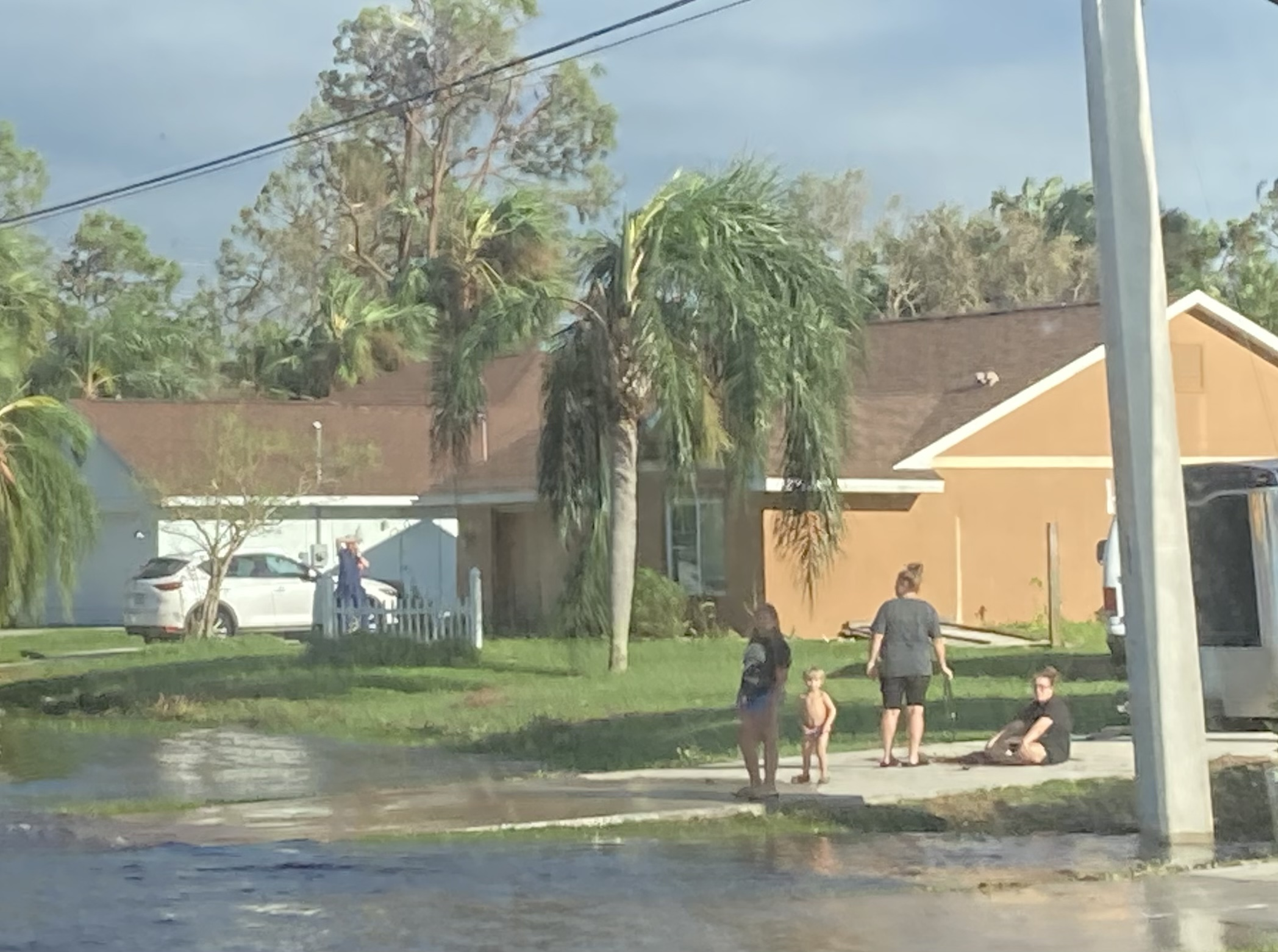
Uma família em North Port, Flórida, que se abrigou durante a tempestade está em sua garagem

Logo depois que as condições melhoraram em partes afetadas da Flórida, equipes de busca e salvamento, socorristas e trabalhadores de serviços públicos de partes não afetadas da Flórida e de todo o país foram mobilizados para a área. A Cruz Vermelha Americana se mobilizou e começou a fornecer abrigo e suprimentos para aqueles que precisavam também. Outras organizações, internacionais, federais e locais, se mobilizaram para ajudar a espalhar doações pelas populações afetadas na forma de doações monetárias e físicas.
Houve relatos esporádicos de saques e roubos em várias empresas do condado de Lee, na Flórida, sobre o roubo de itens não essenciais, como roupas esportivas e calçados esportivos, durante o auge da tempestade, levando as autoridades a impor um toque de recolher no condado.

As estimativas de danos de tempestades seguradas na Flórida são aproximadas em até US$ 47 bilhões de acordo com CoreLogic.